# Helmuth Schwenn
Helmuth Schwenn (n. 27 ianuarie 1913, Hannover, Reich-ul German – d. 16 iulie 1983, Hannover, RFG) a fost un jucător de polo pe apă ce a reprezentat Germania, medaliat olimpic. A participat la 1 ediție a Jocurilor Olimpice (1936) în care a câștigat 1 medalie de argint.

## Participări
Lista de mai jos prezintă principalele competiții la care a participat Helmuth Schwenn de-a lungul carierei.
- Jocurile Olimpice de vară din 1936